# インペイルド・ナザリーン
インペイルド・ナザリーン(Impaled Nazarene) は、1990年にフィンランドで結成されたブラックメタルバンド。ベヘリットと並んでフィンランドではかなり初期の段階からブラックメタルをプレイしていたバンドである。ブラックメタルとパンクを組み合わせたような音楽性が特徴。ヴェノムをはじめとして、ソドム、エキサイター等に影響を受けている。初期の頃は、自分たちのプレイする音楽を「インダストリアル・サイバー・パンク・サド・メタル」と称していた。

## 略歴
1990年、Slutti666とその兄弟のKimmo "Sir" Luttinenが中心となって結成。翌年にはデモを二本作成している。
1992年、1stアルバムであるTol Cormpt Norz Norz Norzをリリース。このアルバムは本国のチャートでベスト40に入った。リーダーのSlutti666は当時のフィンランドシーンの状況を振り返りながら、このことについてコメントしている。「(当時のシーンには)俺達以外にもBEHERIT、DEMIGOD、AMORPHIS、SENTENCED、BELIALっていったラウドなバンドはいたんだけど、皆片っ端から地元のプレスにもファンにも見事に無視されてたんだ。今ではもうそんなことはないけど、1993年ごろまではフィンランドの連中は国内のバンドは海外で成功しない限り全く認めてくれなかったんだ。でも他のバンドと違って、そんな最悪の状況下でも俺達IMPALED NAZARENEはなかなか健闘したと思う、というのは、俺達のデビューアルバムは国内チャートのベスト40入りしたんだ。今では例えばSTRATOVARIUSとかSENTENCEDとか、チャート・インどころかナンバー・ワンになるメタル系のバンドも珍しくないけど、あの当時は俺達のやってるような音楽がチャート・インすることなんて考えられないようなことだったんだ。」
1993年、2ndアルバムUgra Karmaをリリースする。
1990年代の中頃になると、バンドはコープスペイントをすることをやめる。その理由はコープスペイントが今やトレンドなものになりすぎたからだという。
1998年、チルドレン・オブ・ボドムのギタリストであるアレキシ・ライホが加入。
1999年に初訪日する。その後、モービッド・エンジェル、エンペラーらとともにヨーロッパツアーを行う。
2000年、6thアルバムとなるNihilをリリース。アレキシ・ライホはこのアルバムに参加した後に脱退。フィントロールで活動していたTeemu "Somnium" Raimorantaが後任として加入。
2003年、Teemu "Somnium" Raimorantaが橋から落下して死去。酒に酔った末の事故というのが公式での声明だったが、Slutti666は自殺だったとの見方を示している。
2010年、11thアルバムを発表。

## メンバー

### 現在のメンバー
- Slutti666 - (Vo) (1990-)
- Repe Misanthrope - (Dr) (1995-)
- Arc v 666 - (Ba) (2000-)
- K. Tormentor - (Gt) (2022-)

### 元メンバー
- ミカ・パーッコ Mika Pääkkö - (G) (1990-1992)
- アリ・ホラッパ Ari Holappa - (G) (1990-1992)
- Onraj 9mm - (G) (1992-2010)
- アレキシ・ライホ Alexi "Wildchild" Laiho - (G) (1998–2000)
- テーム・ライモランタ Teemu "Somnium" Raimoranta - (G) (2000–2003)
- トゥオミオ Tuomio - (G) (2003-2007)
- アンティ・ピフカラ Antti Pihkala - (B) (1990-1991)
- ハリ・ハロネン Harri Halonen - (B) (1991-1992)
- タネリ・ヤルヴァ Taneli Jarva - (B) (1992-1996)
- ヤニ・レフトサーリ Jani Lehtosaari - (B) (1996-2000)
- キモ・ルッティネン Kimmo "Sir" Luttinen - (Dr, Gt) (1990–1995)
- Tomi UG Ullgren - (Gt) (2007-2021)

## 思想
あるインタビューでブラックメタルの思想についてどのように思うかと聞かれて、バンドのリーダーのSlutti666は「俺はニヒリスト（虚無主義者）だから、信じるものは"死"だけだ。俺は従属的な宗教なんて大嫌いだし、法王なんて撃ち殺してやりたいくらいだよ。だから、そうだな、確かにブラックメタルの精神には共感できるな。」と述べている。

## ディスコグラフィー

### スタジオアルバム
- 1992年　Tol Cormpt Norz Norz Norz
- 1993年　Ugra-Karma
- 1994年　Suomi Finland Perkele
- 1996年　Latex Cult
- 1998年　Rapture
- 2000年　Nihil
- 2001年　Absence of War Does Not Mean Peace
- 2003年　All That You Fear
- 2006年　Pro Patria Finlandia
- 2007年　Manifest
- 2010年　Road to the Octagon
- 2014年　Vigorous and Liberating Death
- 2021年　Eight Headed Serpent

### コンピレーション
- 2000年　Decade of Decadence

## 外部サイト
- CampNazarene.com